# Batman: Arkham City
A Batman: Arkham City egy 2011-es, a Rocksteady Studios által fejlesztett akció-kalandjáték, ami a DC Comics szuperhőse, Batman főszereplésével készült. A Warner Bros. kiadásában jelent meg PlayStation 3, Xbox 360, Mac OS X valamint Microsoft Windows platformokra a Batman: Arkham Asylum folytatásaként. A játék először konzolokra jelent meg 2011. október 18-án Észak-Amerikában és október 21-én Európában, míg a Microsoft Windows változat 2011. november 22-én került a boltokba az Egyesült Államokban, Európában pedig 3 nappal később vált elérhetővé.
Az Arkham City történetét Paul Dini írta, aki a korábbi rész történetéért is felelt, valamint már korábban is számos Batmanhez kapcsolódó történetet alkotott. Segítségére volt továbbá Paul Crocker és Sefton Hill, maga a cselekmény pedig képregényváltozatot veszi alapul.
A fő történetszál szerint Hugo Strange a főhőst Arkham City-be zárja, egy új börtönvárosba, ami a fiktív Gotham City része. Batmannek fel kell fednie mi áll a Strange által kidolgozott "10-es protokoll" hátterében, miközben más foglyokat véd meg Gotham leghírhedtebb bűnözőitől, akik szintén Arkham City-be vannak börtönözve. A főszereplők hangját olyan színészek adják, akik már régebben is szerepeltek a DC univerzumot feldolgozó animációs filmekben. Kevin Conroy alakítja Batmant, illetve Mark Hamill Jokert. A játék külső nézetet alkalmaz, a játékmenet leginkább Batman harci képességeire, lopakodásra és nyomozásra, illetve a főhős által használt felszerelésekre épül. Utóbbiból számos újdonság is bekerült a játékba, valamint újfajta harci mozdulatok is bekerültek a játékba. A játék kevésbé lineáris, a város szabadabban felfedezhető, a főküldetések helyett pedig számos mellékküldetés is megtalálható.
A játék széles körű kritikai elismerést kapott, a Metacritic értékei szerint a 2011-es év játékai közül az egyik legmagasabb pontszámmal rendelkezett. Számos a "Év játéka" díjat nyert, valamint a legjobb akció illetve, akció-kaland játéknak járó elismeréseket is kapott, ezenfelül a játék zenéjét is több dicséret érte. A játék Game of the Year kiadása 2012. május 29-én jelent meg Észak-Amerikában, szeptember 17-én pedig a világ más részein is forgalmazásba került. A Wii U verzió Batman: Arkham City Armored Edition címmel jelent meg 2012-ben, fejlesztését a WB Studios montreali és burbanki részlege végzi. Folytatása a Batman: Arkham Origins, ami a Batman: Arkham Asylum előzménye.